# 牛津塔
牛津塔（原名Elektrim和INTRACO II），正式名稱為哈魯賓斯基8號，是一座位於波蘭華沙的一座摩天大樓，該建築毗鄰中央LIM。
該建築於1975年至1978年間建造，設計師為耶日·斯克日普恰克（Jerzy Skrzypczak）、H. 斯韋爾戈茨卡-凱姆（H. Świergocka-Kaim）和沃伊切赫·格日博夫斯基（Wojciech Grzybowski）。其外觀是一座藍白相間的建築，其國際風格的設計和建造旨在吸引國際觀眾。
自完工後，牛津塔成為華沙的幾座高層摩天大樓之一，與論壇酒店（現稱華沙中心諾富特酒店）和國際貿易公司一號大廈一同建造。這座摩天大樓城市西部中心區的一部分，旨在掩飾並削弱既有的科学文化宫的主導地位。大樓內包含B級辦公空間，設有花旗匯商銀行、Minex、Grappahl、Polservice和AV investor Polferries等公司的辦事處。Elektrim的總部曾經設在這座建築物中。

## 另見
- 華沙摩天大樓列表